# NGC 7001
NGC 7001 est une galaxie spirale intermédiaire située dans la constellation du Verseau. Sa vitesse par rapport au fond diffus cosmologique est de 6 800 ± 22 km/s, ce qui correspond à une distance de Hubble de 100,3 ± 7,0 Mpc (∼327 millions d'al). NGC 7001 a été découverte par l'astronome britannique John Herschel en 1827.
La classe de luminosité de NGC 7001 est I-II et elle présente une large raie HI.
À ce jour, seule une mesure non basée sur le décalage vers le rouge (redshift) donne une distance d'environ 75,800 Mpc (∼247 millions d'al), ce qui est à l'extérieur des valeurs de la distance de Hubble. Notons que c'est avec la valeur moyenne des mesures indépendantes, lorsqu'elles existent, que la base de données NASA/IPAC calcule le diamètre d'une galaxie et qu'en conséquence le diamètre de NGC 7001 pourrait être d'environ 43,1 kpc (∼141 000 al) si on utilisait la distance de Hubble pour le calculer.